# ألكسندر جنايوس
ألكسندر جانيوس (بالعبرية: יהונתן "ינאי" אלכסנדרוס) هو ملك السلالة الحشمونية، وكان رئيس كهنة اليهود في القرن الأول قبل الميلاد، حكم المملكة من 103 ق م إلى 76 ق م. وهو ابن يوحنا هيركانوس. تولى الحكم بعد أخيه أرسطوبولس الأول، وتزوج أرملة أخيه الملكة سالومي ألكسندرا. قام يوسيفوس فلافيوس بتأريخ حياته في كتابه عاديات اليهود.
كانت مملكة ألكسندر جانيوس أكبر وأقوى دولة يهودية معروفة خارج المصادر الكتابية، بعد أن غزت معظم ساحل البحر المتوسط في فلسطين والمناطق المحيطة بنهر الأردن. كما قتل ألكسندر العديد من رعاياه بسبب رفضهم للتعامل مع شؤون الدولة. بسبب توسعه الإقليمي وتفاعلاته مع رعاياه، كان متورطًا باستمرار في الحروب الخارجية والاضطرابات الداخلية.
يُعتبر أكثر من أساء إلى اليهود، فقد مضى في سياسته التوسعية أيضًا حتى وصل إلى عكا، فاستغاث أهلها بملكهم بطليموس الثامن في مصر، وكان هاربًا من كليوباترا التي خلعته من الحكم، فاستعان ألكسندر بكليوباترا، واشتعلت الحرب بين الخصوم ولم تسفر عمليًا عن نتيجة. وأكمل ألكسندر توسعاته، غير أن اليهود ناصبوه العداء بسبب إهماله خدمة الكهنوت لانشغاله بالحروب، وزاد في ذلك بزواجه من امرأة أخيه سالومى، وهو ما يتنافى مع الشريعة، وفي ذات يوم أخطأ في طقوس عيد المظال فقذفوه بالسعف والثمار، فأمر بقتل اليهود في الهيكل، فقتل كثيرون منهم.
صنع وليمة للصدوقيين فرحًا بإحدى انتصاراته، وقام بصلب 800 من الفريسيين، ثم قتل زوجاتهم وأولادهم ذبحًا وهم لا يزالون أحياء على صلبانهم. دخل في حرب مع ملك العرب فهزم واضطر إلى الصلح، وفي سنة 76ق.م مات بينما كان يحاصر قلعة «راجايا» شرق الأردن، وقبيل موته أوصى زوجته بأن تهادن الفريسيين وتستعين بهم.